# Fekete utca (Brassó)
A brassói Fekete utca (románul: Strada Nicolae Bălcescu, németül: Schwarzgasse) a történelmi központ második leghosszabb utcája. A 19. századig főleg tímárok, cserzővargák műhelyei működtek itt, amelyek szennyvize feketére festette az utca mentén folyó patak vizét; innen ered neve is. Északkeleti végén állt a Fekete utcai kapu, illetve bástya. A legtöbb épület a 18. századból származik, közülük 26-ot műemléknek nyilvánítottak.

## Elnevezése
A brassói városerőd legelső olyan utcája, amelynek nevét okmány említi. 1464-ben Swarczgas néven jelenik meg, 1479-ben Nigra platea, 1480-ban Dy svarcze gas, 1664-ben Schwarzengasse, 1887-ben Schwarzgasse. Román elnevezése 1920–1947 között Regina Maria, 1947–1948 között Mareșal Tito, 1948-tól Nicolae Bălcescu.
A jelenlegi Nicolae Bălcescu nemcsak a régi Fekete utcát, hanem egy további 250 méteres, az egykori várfalon kívüli részt is magába foglalja, egészen a Kút utcáig.

## Története
Az utca a 14. században alakult ki a Bolgárszeg felől érkező, több ágra szakadó patakok egyik ága mentén. A vár Quartale Portica negyedéhez tartozott. Régi adónyilvántartások szerint már a 15. században több, mint 40 cserzőműhely működött itt. A műhelyek az utca mentén folyó fedetlen patakot használták fel munkájukhoz, amelyet a szennyvíz feketére festett; ez kölcsönözte az utca nevét. Ugyancsak a 15. században említik az utca északkeleti végén elhelyezkedő Fekete utcai kaput. Ezt 1578 után befalazták; több, mint két évszázadon keresztül bástyaként szolgált, majd a 18. század végén ismét megnyitották. A kapu, illetve bástya védelmét az utcában lakó tímárok látták el.
A Fekete utcában 1862-ben egy angol cég gázművet létesített, amely segítségével megvalósult Brassó közvilágítása. 1871–1873 között felépült a Fekete kaszárnya az osztrák hadsereg számára. Ennek jobb megközelíthetősége érdekében 1873-ban lebontották a bástyát és várkaput.
Az utcában még a 19. század elején is számos takács-, tímár- és gubacsapóműhely üzemelt; a munkások főként székely lányok és legények voltak. Az ekkor már főként Kárpátokon túli nyersanyagot feldolgozó vállalkozások a század közepétől lassanként alulmaradtak az osztrák és cseh gyáriparral szemben. A csatorna használatáért minden műhely évi 4 forintot kellett fizessen. A csatornát 1896-ban deszkákkal fedték be, majd a 20. század elején a föld alá vezették. A tímárokat fokozatosan új műhelyek váltották fel: kárpitosok, órások, autójavítók, hangszerkészítők stb. Az utcában két kisebb piactér is volt, amelyeket a hetivásárok alkalmával használtak: az egyik a Tehénpiac, a másik a Michael Weiss utca keresztezésénél.
Az egykori kapu előtt, a várfalon kívül volt a város cigánytelepe. Ezt a 20. század elején felszámolták, később itt légszeszgyár és a katonai tűzoltóság kocsiszínje volt; ezek helyén hozták létre az 1970-es években a STAR nagyáruházat és a hozzá tartozó napipiacot.

## Leírása
A Fekete utca a Tehénpiac (str. Diaconu Coresi), Mészáros utca (str. Johann Gött) és az Alsóvilla (str. Grigoraș Dinicu) közötti kereszteződésnél kezdődik, ez utóbbi folytatásaként. Északkeleti irányba haladva keresztezi a Michael Weiss utcát, a Csizmadia utcát (str. Politehnicii) és a Rezső körutat (bd. Eroilor). A Színház térig tart, innen a Kút utcában (bd. 15 Noiembrie) folytatódik északkelet felé. Autók által is járható, így a városerőd egyik legforgalmasabb utcája.
A házak legtöbbje 18. századi kétszintes épület, barokk elemekkel. Jellemző rájuk a kétszintes padlás, ahol a tímárok a bőröket szárították. Több épületben jelenleg is kis műhelyek és kereskedések működnek.
Az alábbi listában a házszámok a jelenlegi számozást jelölik.

### Északnyugati házsor
- 7. Itt töltötte gyermekkorát Karl Ernst Schnell, a város utolsó szász polgármestere.[9]
- 9. Itt lakott Ephraim Andraschowski harangöntő, aki többek között a Fekete templom nagyharangját is öntötte.[10]
- 15. Friedrich Czell iparos egykori háza.[11]
- 47. 1791-ig egy katonai kórház működött itt.[6]
- A Fekete utca és a Csizmadia utca sarkán volt a 20. század első felében a La Gogu vendégfogadó, amelyet főként kocsisok, sofőrök látogattak.[12]

### Délkeleti házsor
- 2. A 20. század elején itt volt a Metropol szálloda és kávéház. Később lakóház, a század második felében itt lakott Carl Lehmann.[13]
- 12. Drachenhaus (sárkányos ház), a sárkány alakú vízköpőknek köszönhetően több legendának lett az alapja, egy közismert monda szerint a wartburgi dalnokversenyen részt vevő rejtélyes Klingsor erdélyi származású dalnokhoz és varázslóhoz köthető.[14]
- 16. Vörös fogadó, hosszú időn keresztül népszerű fogadó és kocsma működött benne, nevét pirosra festett homlokzatának köszönheti. Jelenleg lakóház.[15]
- 26. Pavelescu-ház, 1929-től haláláig itt lakott Cincinat Pavelescu költő, és itt volt az általa alapított Brașovul literar și artistic folyóirat szerkesztősége is.[16]
- 34. Hensel-ház, fiatalkorában itt lakott Friedrich Hensel, a „szász Leónidasz”, aki az osztrák hadsereg tisztjeként hősiesen védte Malborghetto várát I. Napóleon seregei ellen.[2]
- 40. Honterus-ház, a középkorban ezen a helyen álló házban született 1498-ban Johannes Honterus evangélikus reformátor, iskolaalapító, az erdélyi reformáció kiemelkedő alakja. A telek jelenlegi háza a 19. századból származik, lakója, Franz Stenner 1890-ben az evangélikus egyházközségre hagyományozta.[17]
- 42. Wolf-ház, 1902-ben Friedrich Wolf tímármester szintén az evangélikus egyházközségnek adományozta.[17]
- 50. 1897-től máig itt van az Einschenk hangszerkészítő és -javító műhely. A műhelyt 1896-ban alapította Karl Einschenk orgonakészítő mester, aki az évek során körülbelül 45 orgonát készített, főleg Brassó megyei templomok számára. A 21. század elején unokája vezette a vállalkozást.[8]
- 56. Fekete kaszárnya, Peter Bartesch városi főépítész tervei alapján készült 1871–1873 között. Nagyméretű, masszív épület, amely hat századot tudott elszállásolni. Trianon után a román hadsereg használta, később altiszti akadémia majd különféle intézmények működtek benne, jelenleg a Transilvania Egyetem „K” szárnya (orvosi kar).[6]
- 58. Unio majd Grand szálloda; 1873-ban nyílt meg a város egyik legelső szállodájaként, közfürdő is működött itt.[15] Jelenleg lakóház.

### A várfalon túli rész
- A Fekete utca és a Rezső körút sarkán van az Unirea főgimnázium (egykoron a magyar polgári leányiskola épülete).
- 62. STAR üzletház, 1971–1973 között épült modern vonalvezetésű négyszintes nagyáruház, mellette napipiac.
- 67. 1902-ben épült háromszintes épület, itt volt egykor a börtön, amely az Igazságügyi Palotához (jelenleg a megyeháza) tartozott.[6] 1936-ban itt raboskodott a fiatal Nicolae Ceaușescu, akit kommunista agitációért ítéltek el.[18] Napjainkban a Brassó Megyei Történeti Múzeum adminisztratív székhelye.

## Műemlékek
Az utcából 26 épület szerepel a romániai műemlékek jegyzékében, ezek közül 1 országos jelentőségű műemlék.
| \| Házszám \| Kép \| Megnevezés \| Építés dátuma \| Műemlék kódja \| \| ------- \| --- \| ---------------------- \| -------------------- \| --------------- \| \| 2–4 \| \| Lakóház \| 18–19. század \| BV-II-m-B-11310 \| \| 3 \| \| Lakóház \| 18. század \| BV-II-m-B-11311 \| \| 5 \| \| Lakóház \| 1800 körül \| BV-II-m-B-11312 \| \| 6 \| \| Lakóház \| 1800 körül \| BV-II-m-B-11313 \| \| 9 \| \| Lakóház \| 1800 körül \| BV-II-m-B-11314 \| \| 10 \| \| Lakóház \| 18. század \| BV-II-m-B-11315 \| \| 14 \| \| Lakóház \| 16–19. század, 1798 \| BV-II-m-B-11316 \| \| 15 \| \| Friedrich Czell-ház \| 19. század eleje \| BV-II-m-B-11317 \| \| 16 \| \| Vörös fogadó \| 1689, 19. század \| BV-II-m-A-11318 \| \| 19 \| \| Lakóház \| 18. század \| BV-II-m-B-11319 \| \| 21 \| \| Lakóház \| 18. század, 1829 \| BV-II-m-B-11320 \| \| 22 \| \| Lakóház \| 18. század \| BV-II-m-B-11321 \| \| 23 \| \| Demeter-ház \| 19. század \| BV-II-m-B-11322 \| \| 24 \| \| Lakóház \| 18. század \| BV-II-m-B-11323 \| \| 26 \| \| Cincinat Pavelescu-ház \| 18–19. század \| BV-IV-m-B-11869 \| \| 32 \| \| Lakóház \| 19. század első fele \| BV-II-m-B-11324 \| \| 36 \| \| Lakóház \| 19. század első fele \| BV-II-m-B-11325 \| \| 40 \| \| Johannes Honterus-ház \| 15–19. század \| BV-II-m-B-11326 \| \| 42 \| \| Friedrich Wolf-ház \| 18. század \| BV-II-m-B-11327 \| \| 50 \| \| Lakóház \| 18. század \| BV-II-m-B-11328 \| \| 51 \| \| Lakóház \| 18. század \| BV-II-m-B-11329 \| \| 53 \| \| Lakóház \| 18. század \| BV-II-m-B-11330 \| \| 56 \| \| Fekete kaszárnya \| 1796, 1871–1873 \| BV-II-m-B-11331 \| \| 61 \| \| Lakóház \| 1818, 1910 \| BV-II-m-B-11332 \| \| 63 \| \| Lakóház \| 1800 körül \| BV-II-m-B-11333 \| \| 65 \| \| Lakóház \| 17. század \| BV-II-m-B-11334 \| |     |                        |                      |                 |
| Házszám | Kép | Megnevezés             | Építés dátuma        | Műemlék kódja   |
| 2–4 |     | Lakóház                | 18–19. század        | BV-II-m-B-11310 |
| 3 |     | Lakóház                | 18. század           | BV-II-m-B-11311 |
| 5 |     | Lakóház                | 1800 körül           | BV-II-m-B-11312 |
| 6 |     | Lakóház                | 1800 körül           | BV-II-m-B-11313 |
| 9 |     | Lakóház                | 1800 körül           | BV-II-m-B-11314 |
| 10 |     | Lakóház                | 18. század           | BV-II-m-B-11315 |
| 14 |     | Lakóház                | 16–19. század, 1798  | BV-II-m-B-11316 |
| 15 |     | Friedrich Czell-ház    | 19. század eleje     | BV-II-m-B-11317 |
| 16 |     | Vörös fogadó           | 1689, 19. század     | BV-II-m-A-11318 |
| 19 |     | Lakóház                | 18. század           | BV-II-m-B-11319 |
| 21 |     | Lakóház                | 18. század, 1829     | BV-II-m-B-11320 |
| 22 |     | Lakóház                | 18. század           | BV-II-m-B-11321 |
| 23 |     | Demeter-ház            | 19. század           | BV-II-m-B-11322 |
| 24 |     | Lakóház                | 18. század           | BV-II-m-B-11323 |
| 26 |     | Cincinat Pavelescu-ház | 18–19. század        | BV-IV-m-B-11869 |
| 32 |     | Lakóház                | 19. század első fele | BV-II-m-B-11324 |
| 36 |     | Lakóház                | 19. század első fele | BV-II-m-B-11325 |
| 40 |     | Johannes Honterus-ház  | 15–19. század        | BV-II-m-B-11326 |
| 42 |     | Friedrich Wolf-ház     | 18. század           | BV-II-m-B-11327 |
| 50 |     | Lakóház                | 18. század           | BV-II-m-B-11328 |
| 51 |     | Lakóház                | 18. század           | BV-II-m-B-11329 |
| 53 |     | Lakóház                | 18. század           | BV-II-m-B-11330 |
| 56 |     | Fekete kaszárnya       | 1796, 1871–1873      | BV-II-m-B-11331 |
| 61 |     | Lakóház                | 1818, 1910           | BV-II-m-B-11332 |
| 63 |     | Lakóház                | 1800 körül           | BV-II-m-B-11333 |
| 65 |     | Lakóház                | 17. század           | BV-II-m-B-11334 |